# Соболевская, Манефа Владимировна
Мане́фа Влади́мировна Соболе́вская (урожд. Капустина; 21 февраля 1920, Петроград — 6 июля 1993, Москва) — советская актриса кино.

## Биография
Родилась 21 февраля 1920 года в Петрограде.
Окончила среднюю школу и в 1938 году поступила на киноотделение Ленинградского института сценических искусств в мастерскую Сергея Аполлинариевича Герасимова.
Окончание ею института в 1941 году совпало с началом Великой Отечественной войны. Манефа осталась в Ленинграде, выступала в военно-шефских концертных бригадах, принимала участие в оборонных работах. В феврале 1942 года эвакуировалась в Алма-Ату на Центральную объединённую киностудию (ЦОКС), снималась в эпизодах.
В 1945 году вернулась в Ленинград на «Ленфильм». В 1946 году уволилась с киностудии и через год переехала в Москву. В декабре 1947 года Капустина была зачислена в труппу Театра-студии киноактёра, но вскоре покинула и этот коллектив.
В 1954 году Капустина и Пётр Соболевский вступили в брак. 13 февраля 1955 года у них родился сын Пётр.
Умерла 6 июля 1993 года в Москве. Похоронена на Введенском кладбище (19 уч.).

## Творчество

### Фильмография
1. 1941 — Фронтовые подруги — медсестра Тамара Козлова
2. 1941 — Подруги, на фронт! — Тамара
3. 1942 — Боевой киносборник № 12, новелла «Сын бойца» — Клава
4. 1943 — Воздушный извозчик — актриса
5. 1943 — Актриса — медсестра
6. 1945 — Небесный тихоход — лётчица
7. 1950 — Мусоргский — курсистка
8. 1954 — Анна на шее — дама
9. 1956 — Сердце бьется вновь… — медсестра
10. 1960 — Яша Топорков
11. 1962 — Люди и звери — хозяйка дома с сеновалом
12. 1963 — Большие и маленькие — мама на школьном собрании
13. 1963 — Им покоряется небо — секретарша
14. 1963 — Оптимистическая трагедия — провожающая
15. 1964 — Всё для вас — посетительница комбината "Всё для Вас"
16. 1965 — Сердце матери — дама на похоронах
17. 1967 — Журналист — жена Пустовойтова
18. 1967 — Цыган — колхозница (в титрах не указана)
19. 1968 — Ошибка резидента — Елена Андреевна
20. 1971 — Тени исчезают в полдень — мать Стеши
21. 1971 — Посланники вечности — ударница женского батальона
22. 1973 — Вечный зов — Устинья Савельева
23. 1973 — Семнадцать мгновений весны — сестра в детском приюте
24. 1974 — Ералаш — Выпуск №1, сюжет "Дым, дым, дым!" — учительница в синем пиджаке (нет в титрах)
25. 1976 — Белый Бим Чёрное ухо — соседка
26. 1976 — Два капитана — Бубенчикова
27. 1977 — Риск - благородное дело — ассистент режиссера
28. 1977 — Судьба — колхозница
29. 1978 — Безбилетная пассажирка — администратор в гостинице
30. 1978 — Исчезновение — тётя Паша
31. 1980 — Петровка, 38 — Ямщикова, кассир сберкассы
32. 1980 — Юность Петра — женщина из толпы
33. 1980 — Ночное происшествие — соседка Сиротиной
34. 1981 — Всё наоборот — член родительского комитета
35. 1982 — Красиво жить не запретишь — работница фабрики, которая внесла предложение об организации парикмахерской
36. 1983 — Петля  — сотрудница школьной канцелярии (1 сер.)
37. 1984 — Очень важная персона
38. 1984 — Инопланетянка — однополчанка
39. 1984 — Гостья из будущего — старушка на лавочке (в титрах не указана)
40. 1985 — Господин гимназист — пассажирка трамвая
41. 1987 — Визит к Минотавру — жена Мельника
42. 1989 — Смиренное кладбище — бабушка Миши
43. 1991 — Семнадцать левых сапог